# Wilhelm Helms
Wilhelm Helms (ur. 13 grudnia 1923 w Bissenhausen, gmina Twistringen, zm. 8 grudnia 2019 w Vechta) – niemiecki polityk, samorządowiec i rolnik, parlamentarzysta krajowy, poseł do Parlamentu Europejskiego I kadencji.

## Życiorys
Jego ojciec Heinrich Helms zmarł w 1941, a brat Heinrich zginął podczas II wojny światowej. Po ukończeniu szkoły średniej w 1942 przymusowo wcielony do Wehrmachtu, do 1945 walczył na froncie wschodnim. Ukończył kurs rolniczy, od 1948 prowadził rodzinne gospodarstwo.
Przed 1962 należał do Deutsche Partei, w 1963 przeszedł do Wolnej Partii Demokratycznej. Od 1956 radny, a od 1961 do 1972 burmistrz Heiligenloh. Był także radnym powiatu Diepholz i landratem powiatu Hoya. W 1969 wybrany do Bundestagu. W kwietniu 1972 zrezygnował z członkostwa we frakcji FDP na tle niechęci wobec Ostpolitik oraz zwycięstwa CDU w wyborach do landtagu Dolnej Saksonii. Jego odejście było przyczyną zgłoszenia wotum nieufności wobec pierwszego rządu Willy’ego Brandta (ostatecznie nieskutecznego). W wyborach z jesieni 1972 nie uzyskał reelekcji, natomiast w 1979 został posłem do Parlamentu Europejskiego z ramienia Unii Chrześcijańsko-Demokratycznej. Przystąpił do Europejskiej Partii Ludowej.
Od 1948 był żonaty z Lyą Schilmbller, mieli dwoje dzieci.

## Odznaczenia
Odznaczony Krzyżem Wielkim Orderu Zasługi Republiki Federalnej Niemiec.